# Brickellia subuligera
Brickellia subuligera là một loài thực vật có hoa trong họ Cúc. Loài này được (Schauer) B.L.Turner mô tả khoa học đầu tiên năm 1991.